# Сантіусте-де-Педраса
Сантіусте-де-Педраса (ісп. Santiuste de Pedraza) — муніципалітет в Іспанії, у складі автономної спільноти Кастилія-і-Леон, у провінції Сеговія. Населення — 105 осіб (2010).
Муніципалітет розташований на відстані близько 75 км на північ від Мадрида, 25 км на північний схід від Сеговії.
На території муніципалітету розташовані такі населені пункти: (дані про населення за 2010 рік)
- Чавіда: 24 особи
- Ла-Мата: 55 осіб
- Рекіхада: 23 особи
- Урбанос: 3 особи

## Демографія
Динаміка населення (INE ):